# Franciszek Krempa
Franciszek Krempa (4. října 1853 Padew Narodowa nebo Baranów Sandomierski – 5. prosince 1935 Padew Narodowa) byl rakouský politik polské národnosti z Haliče, na přelomu 19. a 20. století poslanec Říšské rady, meziválečný poslanec Sejmu.

## Biografie
Pocházel z rolnické rodiny. Vystudoval národní školu v Padewě a dvě třídy gymnázia v Tarnówě. Působil jako zemědělec a mlynář. Od 90. let 19. století byl veřejně a politicky činný. Publikoval v tisku. Od roku 1891 působil jako distributor osvětových spisů Stanisława Stojałowského. Dlouhodobě patřil mezi funkcionáře Polské lidové strany. V letech 1898–1900 zasedal v jejím předsednictvu a v roce 1901 po krátkou dobu působil jako člen jejího výkonného výboru. V období let 1903–1910 byl opět členem předsednictva. Roku 1913 se během rozkolu ve straně přidal k levicovému křídlu a roku 1914 byl zvolen do výkonného výboru nástupnické politické formace Polská lidová strana levice (Polskie Stronnictwo Ludowe Lewica). Podporoval politický směr Jana Stapińského. Byl rovněž starostou domovské obce, od roku 1896 členem okresní rady v Mieleci a od roku 1909 i členem okresního výboru tamtéž. V listopadu 1918 podporoval vyhlášení krátkodobě existujícího útvaru Republika Tarnobrzeska.
Zasedal i jako poslanec Haličského zemského sněmu, ve kterém držel mandát v letech 1895–1908.
Byl také poslancem Říšské rady (celostátního parlamentu Předlitavska), kam usedl ve volbách do Říšské rady roku 1897 za kurii venkovských obcí v Haliči, obvod Mielec, Tarnobrzeg atd. Mandát zde obhájil ve volbách do Říšské rady roku 1901. Uspěl i ve volbách do Říšské rady roku 1907, konaných poprvé podle všeobecného a rovného volebního práva. Byl zvolen za obvod Halič 45. Ve volebním období 1897–1901 se uvádí jako Franciszek Krempa, majitel hospodářství, bytem Padew Narodowa.
Ve volbách roku 1897 je uváděn jako kandidát Polské lidové strany. Stejně tak ve volbách roku 1901. Po volbách roku 1907 zasedl do parlamentního Polského klubu.
V Polské lidové straně levice byl aktivní i v meziválečném období. Roku 1922 byl členem vedení této strany. Od roku 1919 do roku 1930 zasedal coby poslanec polského Sejmu za obvod Tarnobrzeg, Mielec. V parlamentu zastupoval nejprve Polskou lidovou stranu levice. V roce 1925 přešel spolu se Stapińským do strany Związek Chłopski (Rolnický svaz) a od roku 1926 s ním přešel do nového subjektu Stronnictwo Chłopskie (Rolnická strana), v níž zasedal v jejím vedení. Již v roce 1927 se ale po vzoru Stapińského vrátil do obnovené strany Związek Chłopski. Za tuto stranu byl zvolen do Sejmu v roce 1928.